# Triphora craigheadii
Triphora craigheadii là một loài thực vật có hoa trong họ Lan. Loài này được Luer miêu tả khoa học đầu tiên năm 1966.